# Pachylister bengalensis
Pachylister bengalensis är en skalbaggsart som först beskrevs av Wiedemann in Wiedemann och Ernst Friedrich Germar 1821.  Pachylister bengalensis ingår i släktet Pachylister och familjen stumpbaggar. Inga underarter finns listade i Catalogue of Life.